# Lycée Marcelle-Pardé (Bourg-en-Bresse)
Le lycée professionnel Marcelle Pardé est un lycée situé à Bourg-en-Bresse en France. Il porte le nom de Marcelle Pardé.

## Histoire
En 1883, Jules Ferry signe avec le maire de Bourg-en-Bresse un accord jetant les bases de la création d'un lycée de jeunes filles à Bourg-en-Bresse,. Les travaux commencent au printemps 1887, sous la direction de l'architecte départemental Tony Ferret ; ils sont achevés pour la rentrée 1888 : le lycée national de jeunes filles de Bourg accueille ainsi 79 élèves à sa première rentrée, le 1er octobre 1888. En 1896, est construit un internat.
Durant les deux conflits mondiaux, le lycée est réquisitionné : durant la Première Guerre, il est utilisé comme hôpital tout comme pendant le second conflit mondial durant lequel il est utilisé comme hôpital militaire par les Allemands. 
Après guerre, les locaux ne sont pas suffisamment spacieux (1 200 élèves en 1967) ce qui implique la construction de nouveaux bâtiments. En 1970, le lycée de jeunes filles est inauguré et devient mixte. L'ancien établissement, converti en lycée professionnel, prend le nom de Marcelle Pardé, l'une de ses anciennes directrices, morte en déportation.